# Касымов, Рустам Сабирович
Рустам Сабирович Касымов (узб. Qosimov Rustam Sobirovich; 30 августа 1955, Ташкент — 7 мая 2021, там же) — государственный советник Президента Республики Узбекистан по вопросам взаимодействия с общественными и религиозными организациями (с 2018 года).

## Биография
Родился в 1956 году в городе Ташкенте.
- В 2001—2004 годах — заместитель министра высшего и среднего специального образования.
- С 12 мая 2004 года по 29 декабря 2008 года — министр высшего и средне-специального образования.
- С 13 октября 2004 года по 27 октября 2009 года — заместитель премьер-министра (курирующий социальную сферу, науку, образование, здравоохранение, культуру и отвечающий за контакты с партнёрами по СНГ). Одновременно с августа по октябрь 2009 года — Национальный координатор Республики Узбекистан по делам Содружества Независимых Государств.
- В 2009—2011 годах — Ректор Университета мировой экономики и дипломатии.
- С 2011 по 2016 год — на пенсии.
- С 16 сентября 2016 года вновь заместитель премьер-министра Республики Узбекистан, министр высшего и среднего специального образования.
- С 21 июня по 1 ноября 2017 год — 1-й заместитель Государственного советника президента, одновременно — ректор Академии государственного управления при Президенте Узбекистана.
- С 2017 года по 2018 год — Государственный советник Президента Республики Узбекистан по вопросам науки, образования, здравоохранения и спорта.
- С 31 июля 2018 года по 7 мая 2021 года — Государственный советник президента Республики Узбекистан по вопросам религии — руководитель Службы по взаимодействию с общественными и религиозными организациям, ректор Академии государственного управления при президенте Республики Узбекистан.
- Постановлением Кабинета Министров Республики Узбекистан от 21 ноября 2019 года № 922 Касымов Рустам Сабирович был назначен ректором Международной исламской академии Узбекистана.

Умер 7 мая 2021 года.